# Senecio amplifolius
Senecio amplifolius là một loài thực vật có hoa trong họ Cúc. Loài này được (DC.) Hemsl. miêu tả khoa học đầu tiên năm 1881.